# A Tardy Recognition
A Tardy Recognition è un cortometraggio muto del 1913 diretto da George A. Lessey.

## Produzione
Il film fu prodotto dalla Edison Company.

## Distribuzione
Distribuito dalla General Film Company, il film - un cortometraggio in una bobina - uscì nelle sale cinematografiche statunitensi il 21 luglio 1913.